# Atletica leggera ai Giochi della XXXII Olimpiade - Marcia 50 km

Video della competizione (fasi finali)

Ai Giochi della XXXII Olimpiade la competizione di Marcia 50 km si è svolta il 6 agosto 2021 presso il parco Ōdōri di Sapporo.

## Presenze ed assenze dei campioni in carica
| Competizione            | Atleta                | Prestazione | Tokyo 2020 |
| ----------------------- | --------------------- | ----------- | ---------- |
| Olimpiadi 2016          | Matej Tóth            | 3h40'58"    | Presente   |
| Mondiali di marcia 2018 | Hirooki Arai          | 3h44'25"    | Non selez. |
| Europei 2018            | Mar'jan Zakal'nyc'kyj | 3h46'32"    | Presente   |
| Panamericani 2019       | Claudio Villanueva    | 3h50'01"    | Presente   |
| Mondiali 2019           | Yūsuke Suzuki         | 4h04'20"    | Non selez. |

Graduatoria mondiale
In base alla classifica della Federazione mondiale, i migliori atleti iscritti alla gara erano i seguenti:
| Pos. | Atleta           | Punti | Note |
| ---- | ---------------- | ----- | ---- |
| 2    | João Vieira      | 1264  |      |
| 3    | Satoshi Maruo    | 1264  |      |
| 4    | Dzmitryj Dzjubin | 1256  |      |

## La gara
Si parte alle 5:30 del mattino quando temperatura e umidità sono ancora basse: rispettivamente 25,7 gradi e 79%. Le condizioni variano velocemente: alle 8:30 ci sono 33 gradi ed il 55% di umidità; alle 9:30 i gradi sono 35. Le prestazioni degli atleti ne risentono, infatti i tempi sono modesti.

Il vincitore, Dawid Tomala (Polonia), proviene dalla 20 km ed è alla sua prima stagione sulla distanza lunga, che non conosce ancora bene avendola portata a termine solo una volta in stagione. Dopo aver preso il comando superando Veli-Matti Partanen, che si trovava in testa a metà gara (1h58'16"), il polacco consolida il suo primato accumulando un vantaggio di 3'11" al 44º km. Il suo vantaggio viene quasi completamente annullato dai due inseguitori, Jonathan Hilbert (Germania) ed Evan Dunfee (Canada). Nonostante un ultimo km piuttosto lento (5'10"), Tomala non viene ripreso e taglia il traguardo con poco più di 30 secondi di vantaggio sul tedesco.
Quello della 50 km è il podio più imprevedibile delle gare di atletica ai Giochi.

## Classifica finale
Prima della competizione, il record mondiale e olimpico erano i seguenti:
| Record mondiale | Yohann Diniz  | 3h32'33" | Nomi   | 15 agosto 2014 |
| Record olimpico | Jared Tallent | 3h36'53" | Londra | 11 agosto 2012 |

Venerdì 6 agosto, ore 05:30
| Pos     | Atleta                 | Paese         | Tempo   | Note                                     |
| ------- | ---------------------- | ------------- | ------- | ---------------------------------------- |
| Oro     | Dawid Tomala           | Polonia       | 3h50'08 |                                          |
| Argento | Jonathan Hilbert       | Germania      | 3h50'44 |                                          |
| Bronzo  | Evan Dunfee            | Canada        | 3h50'59 | Miglior prestazione personale stagionale |
| 4       | Marc Tur               | Spagna        | 3h51'08 |                                          |
| 5       | João Vieira            | Portogallo    | 3h51'28 | Miglior prestazione personale stagionale |
| 6       | Masatora Kawano        | Giappone      | 3h51'56 | Miglior prestazione personale stagionale |
| 7       | Bian Tongda            | Cina          | 3h52'01 |                                          |
| 8       | Rhydian Cowley         | Australia     | 3h52'01 | Miglior prestazione personale            |
| 9       | Aku Partanen           | Finlandia     | 3h52'39 | Miglior prestazione personale stagionale |
| 10      | Brendan Boyce          | Irlanda       | 3h53'40 |                                          |
| 11      | José Montaña           | Colombia      | 3h53'50 | Miglior prestazione personale stagionale |
| 12      | Artur Brzozowski       | Polonia       | 3h54'08 | Miglior prestazione personale stagionale |
| 13      | Jorge Ruiz             | Colombia      | 3h55'30 |                                          |
| 14      | Matej Tóth             | Slovacchia    | 3h56'23 | Miglior prestazione personale stagionale |
| 15      | José Leyver            | Messico       | 3h56'53 | Miglior prestazione personale stagionale |
| 16      | Quentin Rew            | Nuova Zelanda | 3h57'33 |                                          |
| 17      | Máté Helebrandt        | Ungheria      | 3h57'53 | Miglior prestazione personale stagionale |
| 18      | Diego Pinzón           | Colombia      | 3h57'54 |                                          |
| 19      | Andrés Chocho          | Ecuador       | 3h59'03 | Miglior prestazione personale stagionale |
| 20      | Bence Venyercsán       | Ungheria      | 3h59'05 |                                          |
| 21      | Wang Qin               | Cina          | 3h59'35 |                                          |
| 22      | Dzmitry Dziubin        | Bielorussia   | 4h00'25 | Miglior prestazione personale stagionale |
| 23      | Andrea Agrusti         | Italia        | 4h01'10 |                                          |
| 24      | Marius Cocioran        | Romania       | 4h01'43 |                                          |
| 25      | Maryan Zakalnytskyy    | Ucraina       | 4h02'53 |                                          |
| 26      | Jarkko Kinnunen        | Finlandia     | 4h04'28 |                                          |
| 27      | Jhonatan Amores        | Ecuador       | 4h05'47 |                                          |
| 28      | Luo Yadong             | Cina          | 4h06'17 |                                          |
| 29      | Alex Wright            | Irlanda       | 4h06'20 | Miglior prestazione personale stagionale |
| 30      | Hayato Katsuki         | Giappone      | 4h06'32 |                                          |
| 31      | Arturas Mastianica     | Lituania      | 4h06'43 |                                          |
| 32      | Satoshi Maruo          | Giappone      | 4h06'44 |                                          |
| 33      | Carl Dohmann           | Germania      | 4h07'18 |                                          |
| 34      | Bernardo Barrondo      | Guatemala     | 4h08'34 |                                          |
| 35      | Jesús Ángel García     | Spagna        | 4h10'03 |                                          |
| 36      | Alexandros Papamichail | Grecia        | 4h12'49 |                                          |
| 37      | Arnis Rumbenieks       | Lettonia      | 4h13'33 |                                          |
| 38      | Aleksi Ojala           | Finlandia     | 4h14'02 |                                          |
| 39      | Valeriy Litanyuk       | Ucraina       | 4h14'05 |                                          |
| 40      | Marc Mundell           | Sudafrica     | 4h14'37 |                                          |
| 41      | Michal Morvay          | Slovacchia    | 4h15'22 |                                          |
| 42      | Nathaniel Seiler       | Germania      | 4h15'37 |                                          |
| 43      | Vít Hlaváč             | Rep. Ceca     | 4h15'40 |                                          |
| 44      | Horacio Nava           | Messico       | 4h19'00 |                                          |
| 45      | Mathieu Bilodeau       | Canada        | 4h20'36 | Miglior prestazione personale stagionale |
| 46      | Lukáš Gdula            | Rep. Ceca     | 4h33'06 |                                          |
| 47      | Claudio Villanueva     | Ecuador       | 4h53'09 |                                          |
|         | Teodorico Caporaso     | Italia        | dnf     |                                          |
|         | Rafał Augustyn         | Polonia       | dnf     |                                          |
|         | Håvard Haukenes        | Norvegia      | dnf     |                                          |
|         | Luis Manuel Corchete   | Spagna        | dnf     |                                          |
|         | Gurpreet Singh         | India         | dnf     |                                          |
|         | Ivan Banzeruk          | Ucraina       | dnf     |                                          |
|         | Luis Ángel Sánchez     | Guatemala     | dnf     |                                          |
|         | Isaac Palma            | Messico       | dnf     |                                          |
|         | Yohann Diniz           | Francia       | dnf     |                                          |
|         | Marco De Luca          | Italia        | dnf     |                                          |
|         | Ruslans Smolonskis     | Lettonia      | dq      |                                          |
|         | Erick Barrondo         | Guatemala     | dq      |                                          |